# Wetenschappelijke revolutie

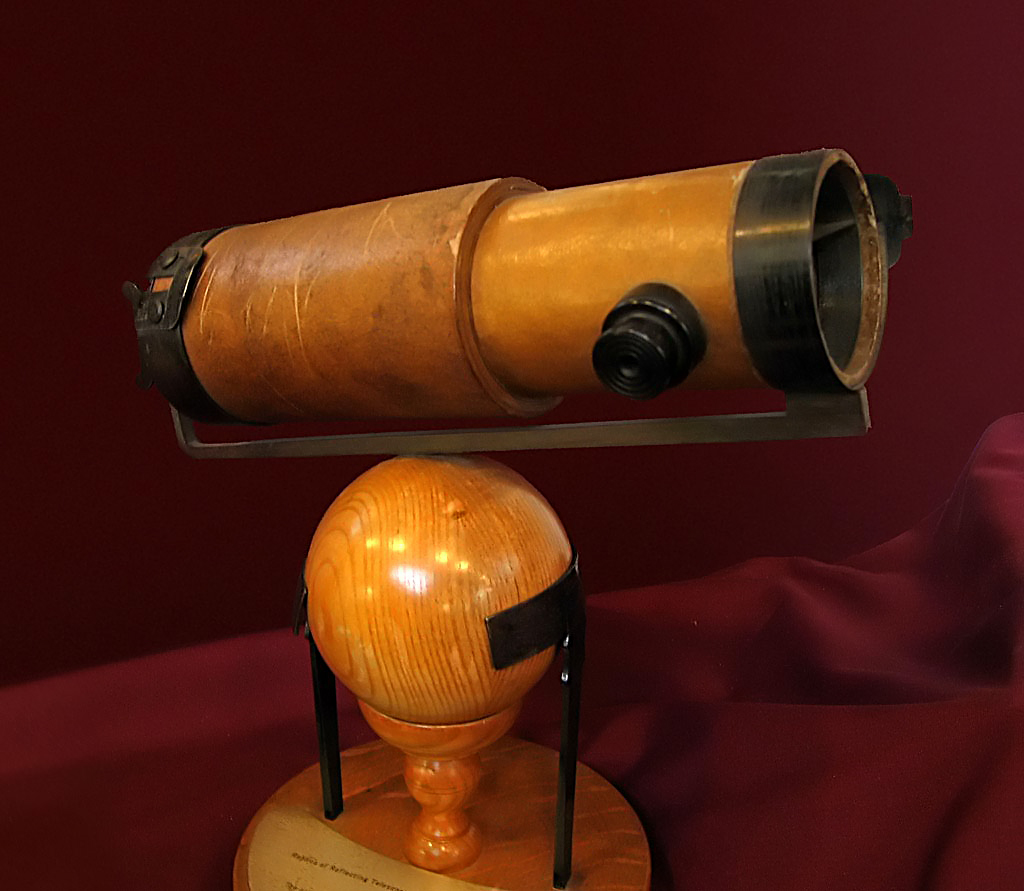
Replica van telescoop van Isaac Newton. Tijdens deze wetenschappelijke 'revolutie' verschoof het accent in de wetenschap naar waarnemingen en empirisme, en werden nieuwe technieken ontwikkeld om waarnemingen te doen. De telescoop was zo'n nieuwe techniek.

De wetenschappelijke revolutie is een periode in de geschiedenis van de wetenschap waarin klassiek-religieuze ideeën plaatsmaakten voor modern-wetenschappelijke ideeën. Tijdens deze 'revolutie' vonden ingrijpende veranderingen plaats in de inzichten in natuurkunde, wiskunde, sterrenkunde, geneeskunde, scheikunde en biologie, en de manier waarop deze wetenschappen moesten worden beoefend. Een belangrijke rol speelde hierbij de boekdrukkunst, waardoor nieuwe ideeën sneller werden verspreid en wetenschappers in korte tijd een groot publiek konden krijgen.

## Algemeen
Het wetenschapshistorische idee dat rond 1600 een belangrijke omwenteling in de wetenschap had plaatsgevonden, kwam op in de 18e eeuw. De eerste die er daadwerkelijk de naam 'wetenschappelijke revolutie' aan gaf was de Franse wetenschapshistoricus Alexandre Koyré, in 1939. 
Eeuwenlang had men volstaan met het doorgeven van de verworvenheden van de wetenschap uit de klassieke oudheid.
In de astronomie werd van generatie op generatie het model van Ptolemaeus doorgegeven, met de Aarde in het midden van het heelal, het zogenaamde geocentrische model. Fundamenten van de op handen zijnde veranderingen lagen in de ontwikkeling van de optica door Middeleeuwse geleerden zoals Alhazen, Roger Bacon en Witelo, waardoor later de telescoop kon worden ontwikkeld. De eerste die brak met het geocentrische model van Ptolemaeus was Nicolaas Copernicus, een katholieke monnik die zich toelegde op de astronomie. Copernicus' waarnemingen van het hemelgewelf vanop de kerk in Frauenburg (ca. 1520) brachten hem tot de theorie dat alle planeten rondom de zon draaiden, het concept van het heliocentrisme. In 1629 leverde Galileo Galilei met behulp van een verbeterde sterrenkijker hier het bewijs voor. Door de bloei van de astronomie werden andere hulpwetenschappen gestimuleerd die nodig waren voor haar ontwikkeling, met name natuurkunde (zoals de optica), maar vooral de wiskunde, die de verzamelde astronomische gegevens moest interpreteren en kwantificeren. Deze vernieuwde inzichten hadden een grote invloed op de wijze waarop de mens zichzelf en zijn plaats in de wereld ging beschouwen. De nieuwe astronomische ontdekkingen culmineerden in de bijeenkomst van de Royal Society in het Gresham College te Londen, op 28 april 1686.
In dezelfde periode werd ook de anatomie gebaseerd op eigen waarnemingen, zogenaamd empirisch onderzoek. Ook hier had men zich eeuwenlang gebaseerd op de Romeinen, met name op de arts Galenus. In 1543 ontdekte de Brusselaar Andreas Vesalius, die zich baseerde op eigen, empirisch onderzoek, dat veel van de overgeleverde kennis op dit gebied onjuist was. In 1628 beschreef William Harvey de bloedsomloop.
De periode waarin de wetenschappelijke omwenteling (paradigmaverschuiving) plaatsvond is niet vast afgebakend. Het begin van deze omwenteling wordt vaak gelegd in 1543, het jaar waarin zowel Copernicus’ de revolutionibus orbium coelestium (over de bewegingen van de hemelsferen) als Vesalius’ de humani corporis fabrica (over de samenstelling van het menselijk lichaam) werden gepubliceerd. Sommige historici vinden echter al elementen van de wetenschappelijke revolutie terug in de 14e eeuw. Het einde ervan wordt meestal gelegd bij ontdekkingen in de scheikunde en biologie in de 18e en 19e eeuw.
Kritische historici zoals Norman Davies in Europe, A History benadrukken dat de wetenschappelijke revolutie geen plotse breuk betekende met heersende opvattingen. Het tijdperk van Copernicus, Bacon en Newton was net zo goed nog het tijdperk van alchemisten, astrologen en magiërs. Illustratief hiervoor is het feit dat Isaac Newton evenveel tijd besteedde aan de studie van alchemie en astrologie (30 jaar) als aan de studie van de wetenschappen.

## Historische context
Reeds voordat de Renaissance begon werden de klassieke bronnen vooral in de islamitische wereld, maar ook in de middeleeuwse Europese universiteiten bestudeerd. De kosmologie van de 16e en 17e eeuw was nog grotendeels gebaseerd op het werk van Aristoteles en Ptolemaeus.
Het is dus een misverstand dat in de middeleeuwen ideeën uit de klassieke oudheid niet bekend waren. Wel werden deze bronnen opnieuw onderzocht door het in de Renaissance opkomende humanisme. Deze nieuwe stroming verving het theocentrisme van de middeleeuwen, waarin antwoorden op vragen over de natuur gezocht werden door bestudering van religieuze teksten over de natuur uit voornamelijk de Bijbel.
Andere wetenschappers legden sterker de nadruk op het gebruik van kritische observatie in tegenstelling tot de meer religieus-filosofische benadering die in de middeleeuwen werd toegepast. De grotere nadruk op kritische observatie zorgde ervoor dat men in plaats van religieuze teksten natuurfenomenen ging bestuderen.
Een belangrijke ontwikkeling was de uitvinding van de drukpers. Het kopiëren van boeken was dankzij deze uitvinding geen kwestie meer van jarenlang overschrijven, waarbij door persoonlijke toevoegingen of weglatingen van de kopiist allerlei fouten in teksten konden sluipen. Ook konden door middel van pamfletten ontdekkingen en theorieën veel sneller verspreid worden.
Een andere invloed zou de reformatie binnen de christelijke kerk kunnen zijn. De reformateurs waren van mening dat wetenschap een manier was om het bestaan van God te bevestigen, wat een extra impuls aan de ontwikkeling van de Europese wetenschap kan hebben gegeven.
Tot slot hadden zaken die tegenwoordig als bijgeloof of pseudowetenschappen beschouwd worden, zoals astrologie, alchemie en hermetisme, een belangrijke invloed omdat ook deze disciplines gebruikmaakten van wiskunde om natuurfenomenen te bestuderen. Het gebruik van wiskunde vormt het fundament voor een kritische wetenschappelijke methode.

## Wetenschappelijke concepten voor de revolutie

### Aristoteles' kosmologie

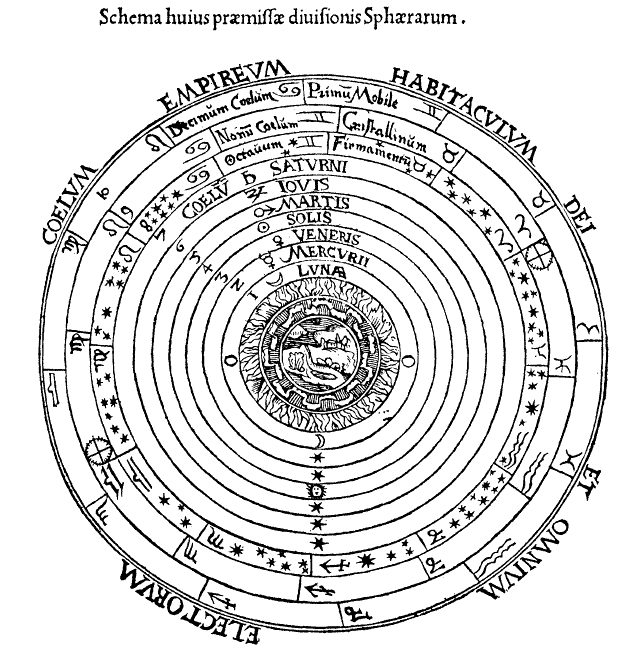
Weergave van de hemelsferen in Aristoteles' model voor de kosmos. Uit Petrus Apianus' Cosmographia, 1539.

Het heliocentrische model verving het geocentrische waarin de Aarde als centrum van een bolvormige kosmos werd gezien. Het 'oude wereldbeeld' werd voornamelijk bepaald door de theorieën van Aristoteles (384 v.Chr.-322 v.Chr.) en Ptolemaeus (ca. 100-178). Dit oude wereldbeeld heeft de volgende kenmerken:
- de aarde staat onbeweeglijk in het centrum van het universum
- om de aarde heen draaien Maan, Mercurius, Venus, Zon, Mars, Jupiter en Saturnus - deze hemellichamen zitten vast aan bollen van doorschijnend kristal die om een gemeenschappelijke as draaien
- het universum wordt begrensd door de sfeer van de vaste sterren, die in de tegengestelde richting van de 'planeten' draaien

Volgens Aristoteles was de kosmos opgebouwd uit concentrische sferen. Deze sferen bestonden uit de vijf klassieke elementen: de Aardse sferen uit vuur, water, lucht, en aarde, de hemelsferen uit het vijfde element ether.
In de Aardse sferen bewoog een object langs een rechte lijn tot het de sfeer bereikte die dezelfde elementaire compositie had als het object (hun natuurlijke plek in de kosmos), waarna het object deel van die sfeer ging uitmaken. Andere bewegingen waren onnatuurlijk.
Het element ether bewoog in cirkels door de hemelsferen en verplaatste daarmee de planeten, Zon en Maan. Onregelmatige bewegingen van de planeten werden verklaard met het model van Ptolemaeus, waarin planeten elk in hun eigen baan via epicykels (cirkelbewegingen in cirkelbewegingen) rond de Aarde bewogen.
Aristoteles geloofde nog dat een natuurverschijnsel ook plaats kon vinden vanwege nodigheid (teleologie). Een reden voor regen kon zijn dat planten water nodig hadden. Dit veranderde met de ontwikkeling van Newtons mechanica, waarin bewegingen alleen het gevolg kunnen zijn van externe krachten of traagheid.

### Galenus' fysiologie
De middeleeuwse kennis van het menselijk lichaam was voornamelijk gebaseerd op werk van Claudius Galenus (129 – 200 n. Chr.). Galenus identificeerde drie hoofdfuncties in het lichaam: in de hersenen, het centrum van het zenuwstelsel dat voor waarneming en gevoel zorgde; in het hart, dat via de slagaders het leven door het lichaam verspreidde; en in de lever, waaruit via het aderstelsel bloed door het lichaam stroomde, dat voor groei en voeding zorgde.
Galenus nam het idee van de Oude Grieken - met name Hippocrates - over, dat ziekte veroorzaakt werd door een instabiele verhouding tussen de vier humores: bloed, speeksel, gele gal en zwarte gal. De gezondheid kon herstellen door een dieet, het verlies van bloed (bijvoorbeeld door aderlaten) of door toedienen van medicijnen waardoor het evenwicht tussen de vier humores werd hersteld.

## Belangrijke nieuwe concepten
In het algemeen kan gesteld worden dat de wetenschappelijke revolutie zich kenmerkt door
1. de nieuwe natuurwetenschappelijke inzichten, met name in de astronomie en de mechanica;
2. de introductie van nieuwe methoden van wetenschappelijk onderzoek. Dit wetenschappelijk onderzoek kenmerkt zich door meer aandacht voor de waarneming, herhaalbare experimenten en het onderzoeken van processen naar oorzaken en gevolgen; de vraag dus naar hoe? in plaats van de vraag naar waartoe?'
3. een in hoofdzaak kwantitatieve benadering van verschijnselen, eerder dan een kwalitatieve benadering

### Wetenschappelijke methode

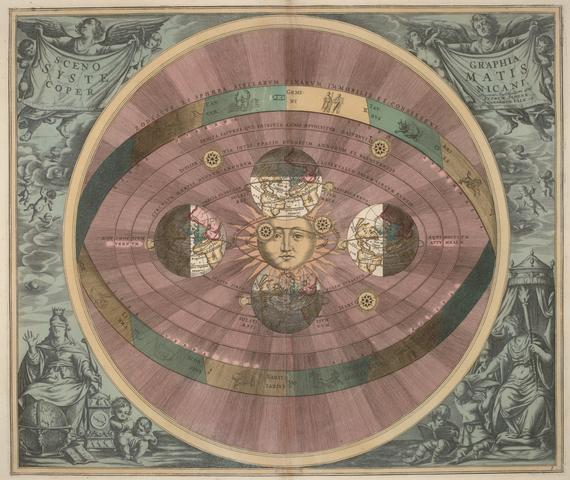
Heliocentrische zonnestelsel in Andreas Cellarius' Harmonia Macrocosmica van 1708.

De wetenschappelijke methode, waarbij bewijs voor een theorie door middel van inductie en deductie wordt geleverd en waarnemingen tot hypotheses en wetten leiden, werd onder andere ontwikkeld door de filosoof Francis Bacon (1561 – 1626) en de filosoof en wiskundige René Descartes (1596 – 1650). Bacon vond dat iets alleen waar kan zijn als het waargenomen kan worden (empirisme). Om deze waarnemingen te doen kunnen experimenten bedacht worden. Descartes paste als eerste deductie toe in de wiskunde, wat zou leiden tot de ontwikkeling van wiskundige analyse (zie hieronder), en bedacht dat alle natuurverschijnselen met wiskundige formules te beschrijven zijn.

### Heliocentrisme
Voorlopers in de oudheid
De pythagoreeërs stelden volgens Aristoteles het universum voor als een centraal vuur waaromheen de Aarde als een van de 'sterren' draaide. De eerste die een echt heliocentrisch systeem beschreef was echter Aristarchus van Samos (ca. 270 v.Chr.) Zijn geschriften over het heliocentrische systeem zijn verloren gegaan, maar de inhoud ervan is ons dankzij tijdgenoten als Archimedes toch gedeeltelijk overgeleverd.
Copernicus, Kepler en Galilei
Copernicus (1473 - 1543) pleitte als eerste voor een heliocentrisch wereldbeeld, waarbij de Zon in plaats van de Aarde wordt gezien als centrum van het universum. De Duitse astronoom Johannes Kepler (1571 – 1630) stelde in 1609 aan de hand van observaties van zijn Deense collega Tycho Brahe (1546 – 1601) een wiskundige beschrijving van de beweging van de planeten rond de Zon op.
Galileo Galilei deed met de telescoop observaties aan de planeten, die belangrijk bewijs voor een heliocentrisch model vormden.

### Anatomie

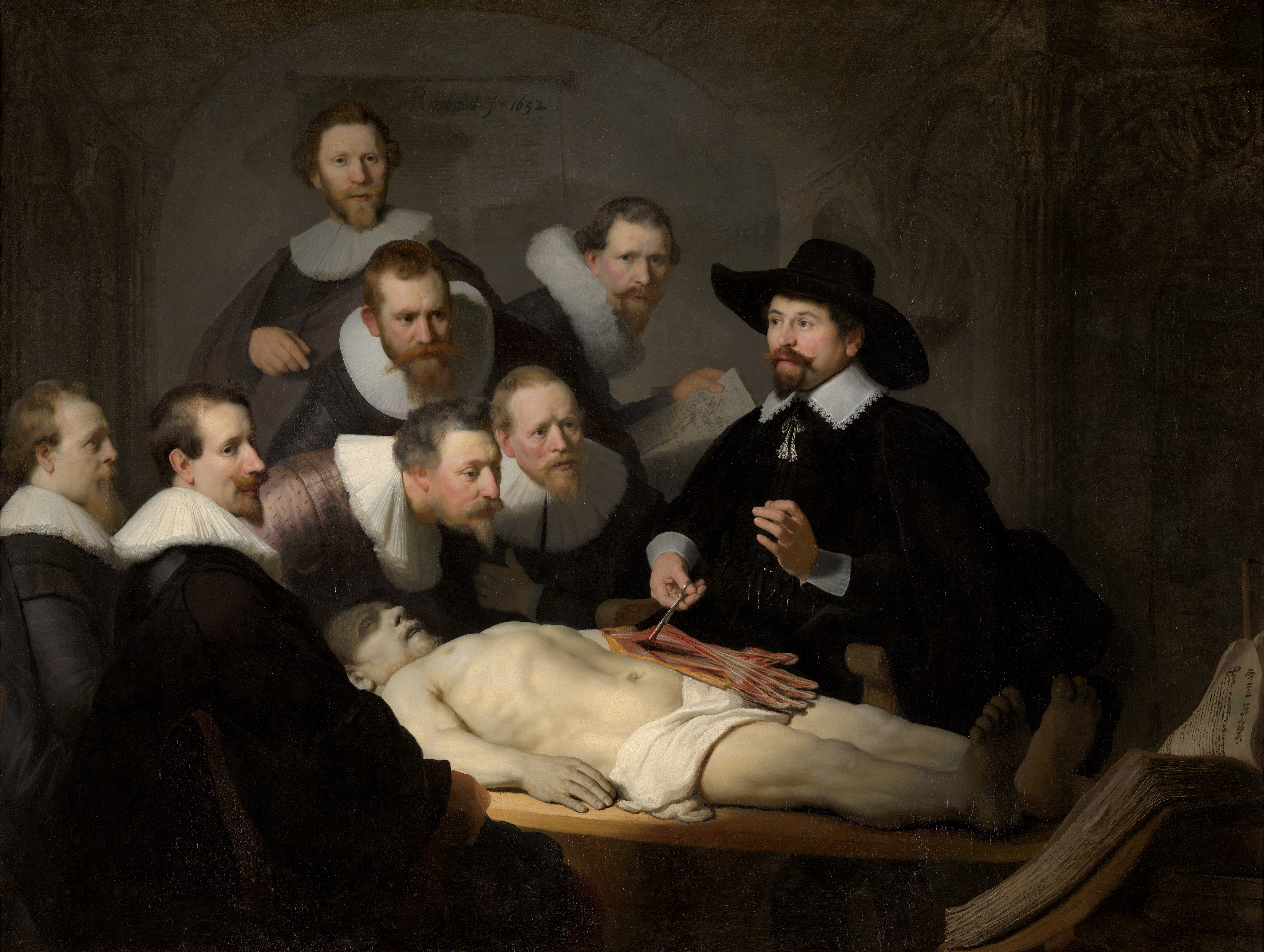
Anatomische les van Dr. Nicolaes Tulp, door Rembrandt van Rijn. Nauwkeurige observaties van het menselijk lichaam bracht in de fysiologie nieuwe ideeën en concepten.

Door nauwkeurige bestudering van het menselijk lichaam, onder meer door Andreas Vesalius (1514 – 1564), ontstond de moderne anatomie. William Harvey (1578 – 1657) kwam onder andere tot de conclusie dat de bloedsomloop wordt aangedreven door het pompen van het hart.

### Materie opgebouwd uit deeltjes
Het atoommodel, het idee dat materie is opgebouwd uit deeltjes waartussen zich vacuüm bevindt, werd al in de 5e eeuw v.Chr. door de Grieken Democritus en Leucippus opgesteld. Aristoteles dacht echter dat de vijf elementen continu waren en dus niet opgebouwd uit deeltjes. In het middeleeuwse Europa werd Aristoteles gevolgd, pas tijdens de wetenschappelijke revolutie werd de atoomtheorie opnieuw ontdekt. Buiten Europa was het atoommodel wel bekend in de Middeleeuwen: in de islamitische wereld stelde de Perzische filosoof Al-Ghazali (1058 - 1111) bijvoorbeeld een atoommodel voor.
Tijdens de Renaissance kwamen de alternatieven voor Aristoteles’ model weer in de belangstelling. Via experimenten lieten Descartes, Pierre Gassendi (1592 – 1655), en Robert Boyle (1627 – 1692) zien dat een model waarin materie bestaat uit discrete deeltjes aannemelijker is dan een continu model. De eerste die verschillende elementen beschreef, was John Dalton (1766 -1844). Dit leidde uiteindelijk tot het ontstaan van de scheikunde.

### Andere natuurverschijnselen
William Gilbert (1544 – 1603) onderzocht magnetisme en elektriciteit en kwam tot de conclusie dat de twee niet hetzelfde verschijnsel waren. Ook ontdekte hij het bestaan van het aardmagnetisch veld. Antoni van Leeuwenhoek (1632 – 1723) gebruikte de microscoop om biologische waarnemingen te doen, waarmee hij de grondlegger werd van de microbiologie. Francesco Redi (1626 – 1698) toonde via een experiment aan dat voortplanting van leven alleen door lichamelijk contact plaatsvindt.

### Wiskundige analyse en mechanica
Isaac Newton (1642 – 1727) en Gottfried Wilhelm Leibniz (1646 – 1716) ontwikkelden de wiskundige analyse, Newton paste deze toe in de mechanica en kwam zo tot zijn wetten waarmee de beweging van objecten kon worden beschreven.